# Dot Lake Village
Dot Lake Village é uma Região censo-designada localizada no estado americano de Alasca, no Southeast Fairbanks Census Area.

## Demografia
Segundo o censo americano de 2000, a sua população era de 38 habitantes.

## Geografia
De acordo com o United States Census Bureau, a localidade tem uma área de 9,4 km², sem área coberta por água.

## Localidades na vizinhança
O diagrama seguinte representa as localidades num raio de 64 km ao redor de Dot Lake Village.